# Agron (koning)
Agron was tot zijn dood in 232 v.Chr. koning van de Illyriërs, een krijgshaftig volk, die leefden aan de kust van het westelijke gebied van de Balkan.
De Illyriërs begonnen zich steeds meer te specialiseren op zeeroof en werden steeds machtiger door een federatie die Agron tot stand bracht. De Romeinen ondervonden veel last van hen en begonnen dan ook een zeeoorlog tegen de Illyriërs. Toen Agron stierf, werd zijn taak door zijn weduwe koningin Teuta voortgezet.